# Överlännäs socken
Överlännäs socken i Ångermanland ingår sedan 1974 i Sollefteå kommun och motsvarar från 2016 Överlännäs distrikt.
Socknens areal är 148,50 kvadratkilometer, varav 142,20 land. År 2000 fanns här 361 invånare. Sockenkyrkan Överlännäs kyrka ligger i socknen. 

## Administrativ historik
Överlännäs socken har medeltida ursprung. På 1400-talet utbröts Sånga socken.
Vid kommunreformen 1862 övergick socknens ansvar för de kyrkliga frågorna till Överlännäs församling och för de borgerliga frågorna bildades Överlännäs landskommun. Landskommunen inkorporerades 1952 i Boteå landskommun som 1974 uppgick i Sollefteå kommun.
1 januari 2016 inrättades distriktet Överlännäs, med samma omfattning som församlingen hade 1999/2000.  
Socknen har tillhört fögderier, tingslag och domsagor enligt vad som beskrivs i artikeln Ångermanland.  De indelta båtsmännen tillhörde Andra Norrlands förstadels båtsmanskompani.

## Geografi
Överlännäs socken ligger kring Ångermanälven nedre lopp. Socknen har odlingsbygd vid älven och är i övrigt en kuperad skogsbygd med höjder som når över 350 meter över havet.
Länsväg 335 går genom socknen, på Ångermanälvens nordöstra sida. Socknen har två framträdande lokaliteter, dels Björkå bruk, dels Holms säteri, som är Norrlands genom tiderna enda säteri.

### Geografisk avgränsning
Den södra sockendelen har sin strand vid Ångermanälvens södra sida på en sträcka av cirka 10 km mellan Korvsta vid gränsen mot Sånga i väster och Sigtom och Offsal vid gränsen mot Boteå socken i öster. Mellan dessa platser ligger från väster ''Holmen, Kläpp, Mällby, Per-Mikaelstorpet, Stocked samt Lökom. Dessa byar genomkorsas av Ådalsbanan.
I söder ligger skogsmarker, vilka i stort sett är obebyggda. Här ligger bl.a. Stockberget, Högkullen och Vitmyrberget. I området ligger sjöarna Lökomsvattnen och Djuptjärnen. Riksväg 90 korsar socknen på en sträcka av cirka 3 km. Söder om riksvägen ligger bl.a. Fallstjärnen och Åter-Stugutjärnen. Cirka 2 km sydväst om Stugutjärnshöjden och cirka 1 km nordost om Tunsjöån ligger "tresockenmötet" Överlännäs-Sånga-Dal. Detta är socknens sydligaste punkt och ligger i en skarp spets. 
I väster gränsar socknen helt mot Sånga socken. I sydost gränsar socknen från "tresockenmötet" i söder, på en sträcka av cirka 10 km, mot Dals socken. Strax öster om Lökomsberget ligger "tresockenmötet" Överlännäs-Dal-Boteå. Härifrån gränsar socknen i öster helt mot Boteå socken.
Norr om Ångermanälven ligger närmast älven odlade marker med ganska tät bebyggelse. I väster vid gränsen mot Sånga ligger Björkå bruk med Björkå herrgård. Här mynnar Björkån. Uppströms ligger Häggbränna. Någon kilometer längre österut ligger Holms säteri. Säteriet ligger mellan Holmsberget och älven. Halvannan kilometer längre österut ligger Överlännäs kyrka och Lännäs (med växtförädlingsanstalt). Längst i öster vid gränsen mot Boteå ligger Tybränn. Hela denna bebyggelse passeras av länsväg 335.
I socknen norra skogsmarker ligger mest obebyggda områden. Ett undantag är Björksjöns by vid sjön med samma namn. Helt i nordväst ligger torpen Mobränna. Något hundratal meter norr om Mobränna ligger "tresockenmötet" Överlännäs-Ed-Skorped. Socknen gränsar härifrån och söderut på en sträcka av cirka 1 km mot Eds socken. Vid en punkt strax norr om Krokån i Sånga ligger "tresockenmötet" Överlännäs-Ed-Sånga. Socknen gränsar härifrån till sydspetsen helt mot Sånga socken. I norr gränsar socknen, på en sträcka av ca 12 km, mot Skorpeds socken i Örnsköldsviks kommun. På Grilloms-Stormyran i nordost ligger "tresockenmötet" Överlännäs-Skorped-Boteå. Från denna punkt och söderut gränsar socken mot Boteå socken. I socken nordöstra del ligger den största insjön i socknen, Stortannsjön (195 m ö.h.). Bergen Rösberget och Djupsjökullen ligger på den norra gränsen mot Skorped. Storkolåsen når 347 m ö.h. och ligger i den norra socknens centrala del.

## Fornlämningar
Man har anträffat cirka 145 fornlämningar, av vilka 105 har bevarats och cirka 40 har avlägsnats. Från stenåldern finns några boplatser. De flesta lämningarna härrör dock från järnåldern och utgörs av gravhögar, delvis belägna inom gravfält. Gravfältet vid Björkå är det största i Västernorrlands län. Ett annat gravfält vid Holm består av storhögar och har gett rika fynd från perioden från folkvandringstiden till vikingatiden. Fångstgropar finns i skogarna.

## Namnet
Namnet (1344 Lenes, 1535 Öfferlene) kommer från en by med en möjlig förled lä, 'kulle, hög' och efterleden näs, 'udde'. Över är tillagt för att särskilja från Ytterlännäs längre nerströms.
Före 1910 skrevs namnet även Öfver-Lännäs socken.

## Befolkningsutveckling
| Befolkningsutvecklingen i Överlännäs socken 1750–1990                                                    | Befolkningsutvecklingen i Överlännäs socken 1750–1990 | Befolkningsutvecklingen i Överlännäs socken 1750–1990 | Befolkningsutvecklingen i Överlännäs socken 1750–1990 | Befolkningsutvecklingen i Överlännäs socken 1750–1990 |
| --- | ----------------------------------------------------- | ----------------------------------------------------- | ----------------------------------------------------- | ----------------------------------------------------- |
| |                                                       |                                                       |                                                       |                                                       |
| År |                                                       |                                                       | Folkmängd                                             |                                                       |
| 1750 | 1750                                                  |                                                       | 269                                                   |                                                       |
| 1760 | 1760                                                  |                                                       | 287                                                   |                                                       |
| 1769 | 1769                                                  |                                                       | 320                                                   |                                                       |
| 1780 | 1780                                                  |                                                       | 384                                                   |                                                       |
| 1800 | 1800                                                  |                                                       | 458                                                   |                                                       |
| 1810 | 1810                                                  |                                                       | 546                                                   |                                                       |
| 1820 | 1820                                                  |                                                       | 532                                                   |                                                       |
| 1830 | 1830                                                  |                                                       | 585                                                   |                                                       |
| 1840 | 1840                                                  |                                                       | 626                                                   |                                                       |
| 1850 | 1850                                                  |                                                       | 729                                                   |                                                       |
| 1860 | 1860                                                  |                                                       | 830                                                   |                                                       |
| 1870 | 1870                                                  |                                                       | 905                                                   |                                                       |
| 1880 | 1880                                                  |                                                       | 1 002                                                 |                                                       |
| 1890 | 1890                                                  |                                                       | 1 056                                                 |                                                       |
| 1900 | 1900                                                  |                                                       | 1 126                                                 |                                                       |
| 1910 | 1910                                                  |                                                       | 1 053                                                 |                                                       |
| 1920 | 1920                                                  |                                                       | 1 047                                                 |                                                       |
| 1930 | 1930                                                  |                                                       | 979                                                   |                                                       |
| 1940 | 1940                                                  |                                                       | 962                                                   |                                                       |
| 1950 | 1950                                                  |                                                       | 928                                                   |                                                       |
| 1960 | 1960                                                  |                                                       | 710                                                   |                                                       |
| 1970 | 1970                                                  |                                                       | 458                                                   |                                                       |
| 1980 | 1980                                                  |                                                       | 420                                                   |                                                       |
| 1990 | 1990                                                  |                                                       | 412                                                   |                                                       |
| Anm: Källor: Umeå universitet - Tabellverket 1749-1859, Demografiska databasen, CEDAR, Umeå universitet. |                                                       |                                                       |                                                       |                                                       |